# Asura discocellularis
Asura discocellularis là một loài bướm đêm thuộc phân họ Arctiinae, họ Erebidae.